# Diane Borg
Diane Borg (ur. 12 września 1990) – maltańska lekkoatletka specjalizująca się w biegach na 60 metrów, 100 metrów i 200 metrów. Reprezentowała Maltę na Letnich Igrzyskach Olimpijskich 2012 w biegu na 100m.